# Zakučac
Zakučac falu Horvátországban Split-Dalmácia megyében. Közigazgatásilag Omišhoz tartozik. 

## Fekvése
Splittől légvonalban 21, közúton 26 km-re keletre, községközpontjától légvonalban 1, közúton 1 km-re északra, Poljica középső részén, a Mosor-hegység déli lejtői alatt a Cetina jobb partján fekszik, melyen itt található a Zakučac vízierőmű.

## Története
A középkorban része volt a 13. században alapított, úgynevezett Poljicai Köztársaságnak, mely tulajdonképpen egy jelentős autonómiával rendelkező kenézség volt. Poljica kezdetben a horvát-magyar királyok, majd 1444-től a Velencei Köztársaság uralma alá tartozott. Velence nagyfokú autonómiát biztosított a poljicai települések számára. Jogi berendezkedését az 1490-ben kibocsátott Poljicai Statutum határozta meg, mely egyúttal rögzítette határait is. A 16. század első felében került török uralom alá, ahol Poljica szintén bizonyos fokú önállóságot élvezett. A moreai háború idején szabadult fel a török uralom alól, melyet 1699-ben a karlócai béke szentesített, de Poljica autonómiájának valamely szintjét végig megőrizte. Poljica önállóságát 1807-ben a bevonuló napóleoni francia csapatok szüntették meg. Napóleon lipcsei veresége után 1813-ban a Habsburgoké lett. Zakučac addig önálló plébániáját 1849-ben megszüntették és az omiši Szent Mihály plébániához csatolták. A településnek 1857-ben 113, 1910-ben 184 lakosa volt. 1918-ban az új szerb-horvát-szlovén állam, majd később Jugoszlávia része lett. A háború után a szocialista Jugoszláviához került. 1991 óta a független Horvátországhoz tartozik. 2011-ben a településnek 148 lakosa volt.

## Lakosság
| Lakosság változása | Lakosság változása | Lakosság változása | Lakosság változása | Lakosság változása | Lakosság változása | Lakosság változása | Lakosság változása | Lakosság változása | Lakosság változása | Lakosság változása | Lakosság változása | Lakosság változása | Lakosság változása | Lakosság változása | Lakosság változása |
| ------------------ | ------------------ | ------------------ | ------------------ | ------------------ | ------------------ | ------------------ | ------------------ | ------------------ | ------------------ | ------------------ | ------------------ | ------------------ | ------------------ | ------------------ | ------------------ |
| 1857               | 1869               | 1880               | 1890               | 1900               | 1910               | 1921               | 1931               | 1948               | 1953               | 1961               | 1971               | 1981               | 1991               | 2001               | 2011               |
| 113                | 132                | 144                | 156                | 180                | 184                | 176                | 228                | 218                | 206                | 1.045              | 259                | 181                | 159                | 153                | 148                |

## Nevezetességei
- A Kisboldogasszony tiszteletére szentelt római katolikus temploma mai formájában 1854-ben épült a régi templom bővítésével. A templom régi részei ma is jól láthatók. A templomot faragott kövekből építették négyszögletes apszissal, félköríves ablakokkal, homlokzatán hatágú rozettával és három harang számára kialakított harangtoronnyal. 1984-ben teljesen felújították. A szentély donga- a hajó csúcsíves boltozattal épült. Szent Miklós és a Lourdes-i Szűzanya szobrai díszítik. Régi Szűz Máriát ábrázoló oltárképét a lebontott 18. századi Szent Miklós templomból hozták át, mely a Mandić-háznál állt és 1959-ben a vízierőmű építése miatt kellett lebontani. A régi barokk főoltár előtt álló új szembemiséző oltárt 2000. május 31-én szentelte fel Jurić érsek.
- Szent Leopold Bogdan Mandić szentély az Ilinac-vízesés közelében egy magas szikla alatt található. 1998. május 12-én a szent ünnepén szentelte fel Jurić érsek azt a nagyméretű keresztet, mely a szentély feletti sziklán áll. Az Ivo Buljević tervei szerint épített kővel és márvánnyal burkolt vasbetonból öntött kereszt 8,20 méter magas. A szikla lábánál barlang található, melyet szentéllyé alakítottak ki. A munkálatok során ókori sírt tártak fel, mely nagyon ritka ezen a vidéken. A barlang előtt állították fel Leopold Bogdan Mandić két méter magas bronzszobrát, Kazimir Hrasta szobrászművész alkotását. Ugyanő készítette a szent ezüst domborművét. A szobor előtti betonozott területen oltárt állítottak fel.

## Gazdaság
A Cetina alsó folyásánál a torkolattól 2 km-re már Omiš határában található a HE Zakučac vízierőmű, mely a legnagyobb a Cetina vízgyűjtőjében. A 486 MW teljesítményű erőművet két ütemben építették. Az első ütem 1961-ben, a második 1980-ban készült el. A gát magassága 35 méter, szélessége 279 méter.

## Híres emberek
Innen Mandići településrészről származik a szentéletű horvát pap és kapucinus szerzetes Szent Leopold Mandić családja, akinek nagyapja innen költözött a Herceg Noviba, ahol megnősült. Ott született a szent 1866-ban.